# Чан (Сату Маре)
Чан (рум. Cean) насеље је у Румунији у округу Сату Маре у општини Саука. Oпштина се налази на надморској висини од 199 m.

## Становништво
Према подацима из 2002. године у насељу је живело 338 становника.

### Попис2002.
| Расподела становништва по националности 2002.‍ | Расподела становништва по националности 2002.‍ | Расподела становништва по националности 2002.‍ | Расподела становништва по националности 2002.‍ | Расподела становништва по националности 2002.‍ |
| --------------------------------------------- | --------------------------------------------- | --------------------------------------------- | --------------------------------------------- | --------------------------------------------- |
|                                               |                                               |                                               |                                               |                                               |
| Румуни                                        | Румуни                                        |                                               | 235                                           | 69,5%                                         |
| Мађари                                        | Мађари                                        |                                               | 54                                            | 16,0%                                         |
| Роми                                          | Роми                                          |                                               | 49                                            | 14,5%                                         |